# 蘇薩
蘇薩（/ˈsuːsə/；楔形文字：𒈹𒂞𒆠 šušinki，羅馬化：Šuš [ʃuʃ]，羅馬化：Šušān；希臘語： [ˈsuːsa]，羅馬化：Šuš； 中古波斯语: 𐭮𐭥𐭱𐭩 Sūš, 𐭱𐭥𐭮 Šūs；古波斯语: 𐏂𐎢𐏁𐎠 Çūšā) 是伊朗原始埃蘭、埃蘭、阿契美尼德王朝、塞琉古帝國、安息帝國和薩珊王朝，也是古代近東最重要的城市之一。它在底格里斯河以東250公里（160英里）的扎格羅斯山脈比較低緩的所在，界於卡赫河和德茲河之間。現今這個地點“由三個巨大的土丘組成，佔地約一平方公里，分別稱為Apadana（阿帕達納）土丘，Acropolis（阿克羅波利斯）土丘和Ville Royale（維爾皇城）土丘。”"
蘇薩在公元十三世紀被蒙古入侵後沒落。目前伊朗的蘇西城鎮位於古老的蘇薩遺址附近。公元1901年，著名的漢謨拉比法典（現存法國羅浮宮）在此出土。《以斯帖記》和其他聖經相關的書中都提到蘇西這個地方（當時被稱為蜀山（Shushan））。蘇薩在中国大陆译作苏撒，天主教思高聖經譯作穌撒）

## 地名
在埃蘭王朝時代，這座城市的名稱有Ŝuŝan，Ŝuŝun等各種寫法。“蘇薩”（Susa）名字由當地城市神祇因舒什納克（Inshushinak）的名字而來。

## 文學參考

地圖顯示埃蘭（棕色）和鄰近地區，當地臨波斯灣。

蘇薩是古代近東最重要的城市之一。在史學史中，蘇薩的名字最早在蘇美時期記錄中出現：例如，用古蘇美文字記錄的故事恩莫卡君王和阿拉塔君王間的鬥爭，此地被描述為順從烏魯克女性神祇伊南娜（Inanna）的地方之一。

## 聖經經文
蘇薩在希伯來聖經中的詩歌智慧書被稱為蜀山（Shushan），主要是在以斯帖記中提到，但在尼希米記和但以理書中也分別提過一次。根據這些經文，尼希米曾在公元前6世紀的巴比倫囚虜（指古猶太人被擄往巴比倫的歷史事件）期間住在蘇薩（但以理書則是用預言的方式提出），而猶太裔的以斯帖就在當地嫁給亞哈隨魯國王，成為皇后，讓猶太人免於遭受種族滅絕的命運。在這個地區有個稱為蘇西-但以理（Shush-Daniel）的地方，推測為猶太人但以理的墳墓。但目前墳墓的結構有很大部分是19世紀後期較晚的建築（約在公元1871年）。

### 其他宗教經文
在猶太經典《禧年書》中（章節8:21 & 9:2）進一步提到蘇薩是閃姆和他的長子埃蘭（Elam）所繼承的地方之一。在章節8:1中，蘇薩也被稱是埃蘭兒子的名字（某些翻譯則稱為女兒的名字）。

## 發掘歷史

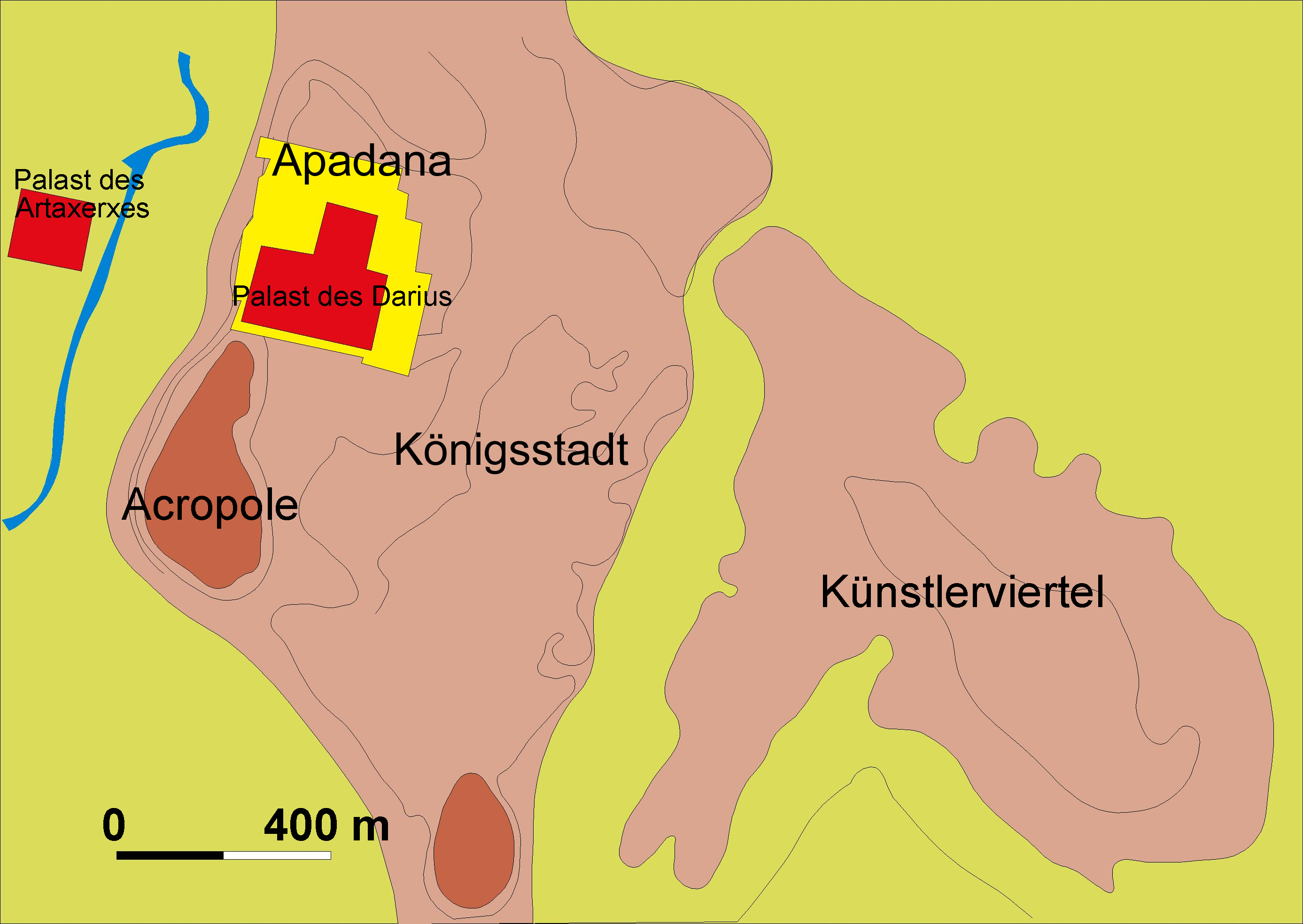
蘇薩考古地點圖。

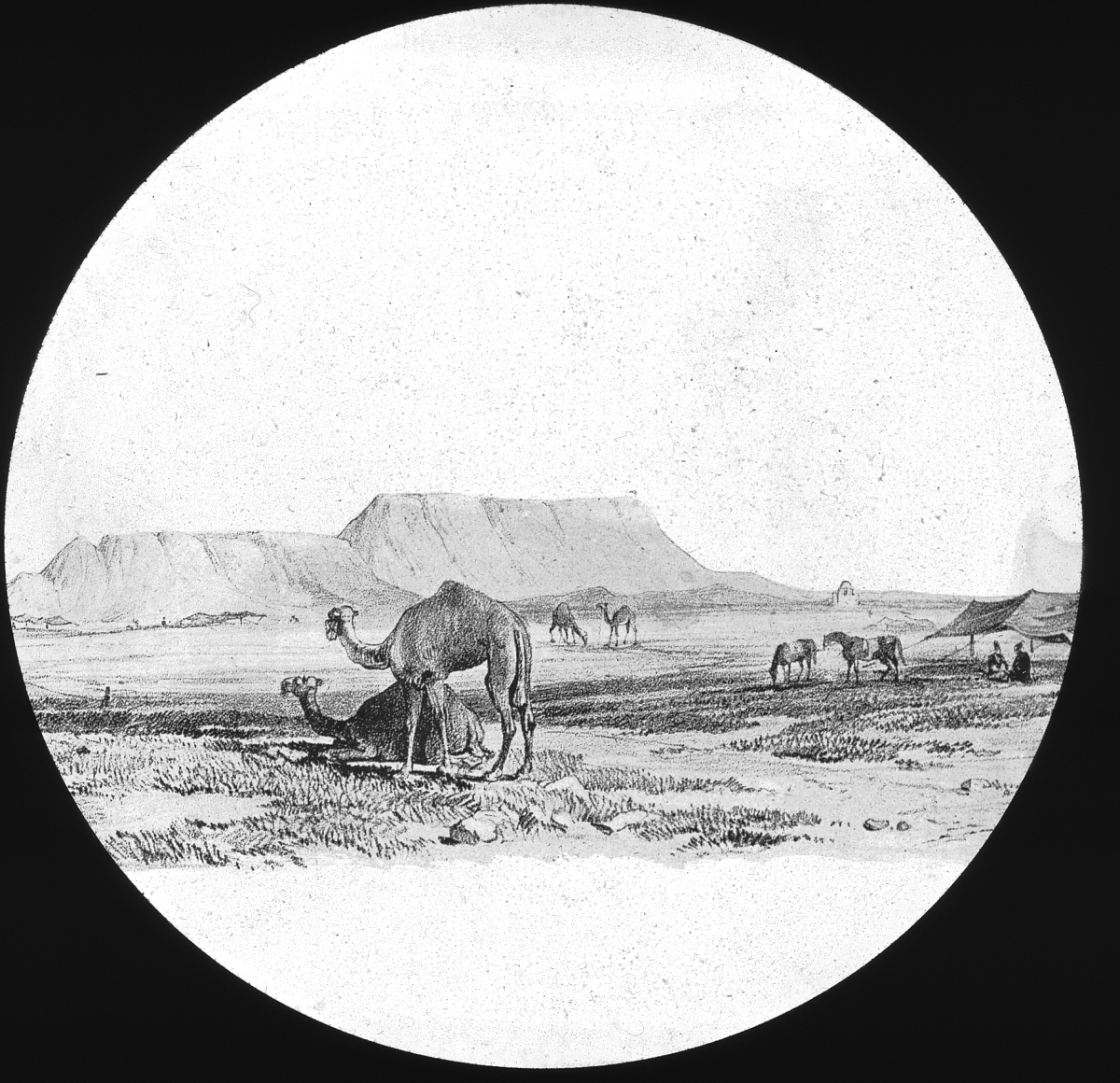
紐約市布魯克林博物館收藏，當年在亞述的蘇薩廢墟。

亨利·羅林森和奧斯丁·亨利·萊亞德兩人在1836年先後對這個地點做過勘察
1851年，威廉·洛夫圖斯曾做過適度的發掘，並確定這個地方為蘇薩。
1885年和1886年，法國人馬叟奧古斯特·迪拉菲和珍·迪拉菲開始做第一次發掘。他們在阿契美尼德帝國君王的宮殿中發現琉璃磚、圓柱基礎、還有柱頭。但他們並沒發現泥磚壁，而泥磚壁在開挖過程中受到毀損。1885年後在蘇薩的發掘工作幾乎全由法國皇室出面組織以及授權。
法國人根據在1894年和1899年簽訂的兩項條約，把伊朗境內的考古挖掘工作壟斷，沒設定期限限制。雅克·德·摩根從1897年到1911年進行重大發掘，並把發掘出的許多藝術和歷史文物帶回法國，在1890年代末至1900年代初在羅浮宮博物館展出，物件之多，需要用到多個大廳才夠容納。挖掘工作在羅蘭·德·麥凱尼姆領導下持續到第一次世界大戰發生的1914年。法國在第一次世界大戰後重新恢復在蘇薩的發掘工作，仍由羅蘭·德·麥凱尼姆領導，一直持續到1940年的第二次世界大戰時期。後來由李昂·立崴創立的基金會所贊助的謝爾比·懷特·立崴計劃（Shelby White Levy Program）提供經費，把羅蘭·德·麥凱尼姆的原始出版品檔案透過網路發布。
第二次世界大戰結束後，羅馬·吉爾什曼與妻子塔尼亞·吉爾什曼（Tania Ghirshman）於1946年接下法國的挖掘工作，一直做到到1967年。吉爾什曼夫婦集中精力發掘當地的一小部分-面積有一公頃的維爾皇城山（Ville Royale），一直挖到泥土層。透過當地不同地層所發現的陶器而建立出當地的地層學。
發掘工作從1970年代期間在讓·佩羅領導下再度展開。

## 歷史

### 早期定居點
蘇薩在城市歷史中，是已知人類最古老的定居點之一。根據放射性碳定年法，這個定居點最早的時間可追溯到公元前4395年（校準放射性碳年代）。當時的面積約有15公頃。
蘇薩成為定居點和附近的村莊被廢棄發生在相同的時期。學者丹尼爾·帕茲（D.C.Potts）認為這個定居點被建立的原因，是因為定居點卓哈·米席遭到破壞，而用蘇薩來安置被迫離開居民。以前的卓哈·米席是一個非常大的定居點，之後所建立的蘇薩定居點的規模也與卓哈·米席類似。
這個地區有另外一個重要的定居點，叫做卓哈·博納特，在1976年被考古學者發現。

### 蘇薩一期（公元前4200年到3800年）

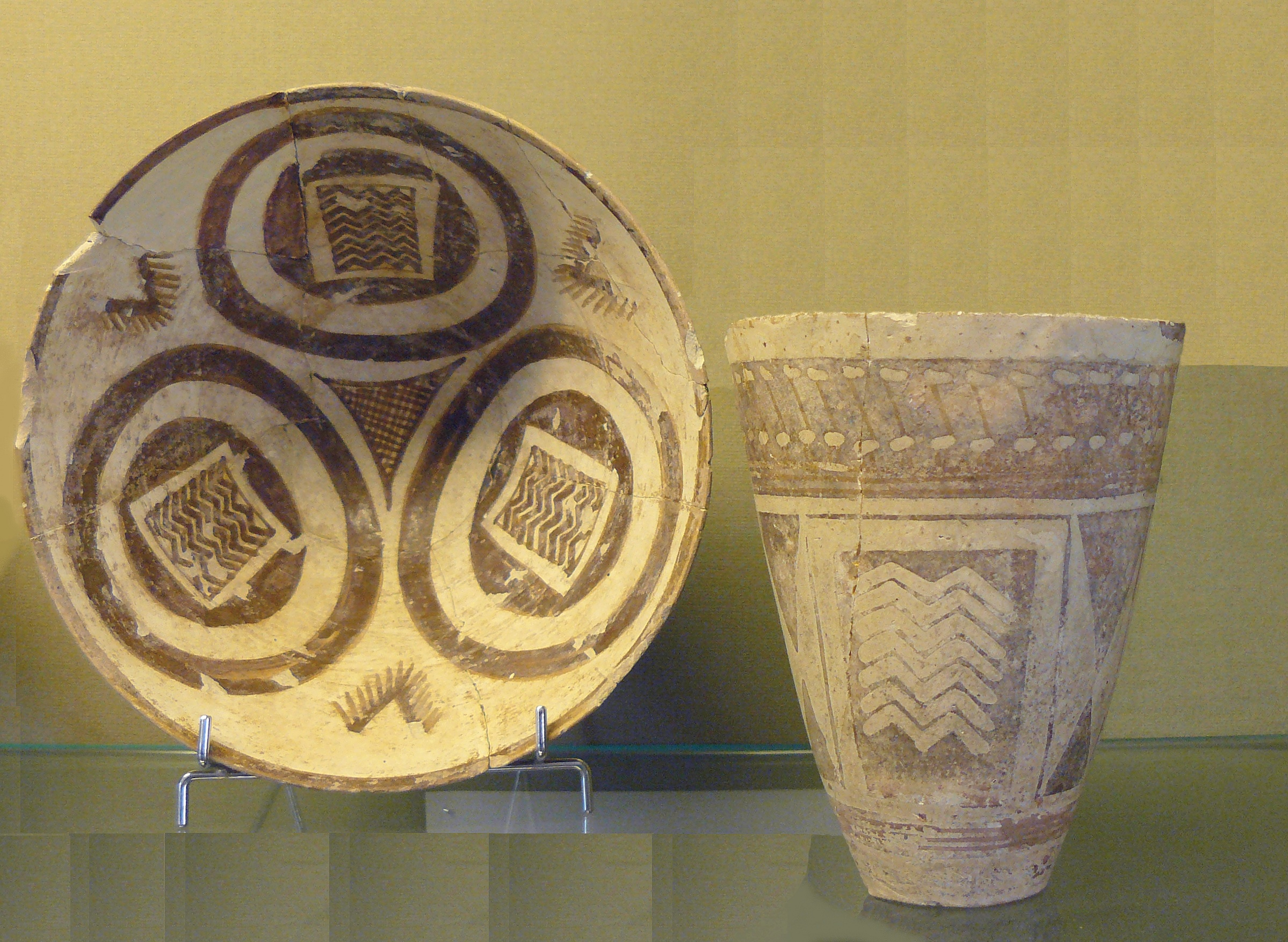
蘇薩一期風格的高腳杯和器皿，公元前4000年歐貝德時期器物，現收藏於法國。

人類在6,000多年前首度在蘇薩定居後不久，當地人就在周圍全是平坦的地形上建立一座高聳的巨型平台。直到今日，透過觀察在平台周圍一千多個墳墓裡面獻祭用的陶質容器，仍可看出這座儀式性平台的特殊性質。
最早在蘇薩的定居點被稱為“蘇薩一期”（大約在公元前4200年至3900年）。由考古學家命名的兩個定居點是阿克羅波利斯（Acropolis）（7公頃）和阿帕達納（Apadana）（6.3公頃），後來這兩個定居點合併為蘇薩（18公頃）。阿帕達納被6米厚的夯土牆包圍（這個地方被稱為阿帕達納的原因，是因為它也擁有像在波斯波利斯的阿帕達納相同類型的阿契美尼德王朝晚期建築風格）。
從蘇薩墓地中挖掘出來近兩千個蘇薩一期風格的陶質容器，大部分都保存在羅浮宮中。這種容器充分顯示工匠的藝術和技術成就，並提供線索來研究委託製造的的社會組織。蘇薩最早的彩繪陶質器皿是美索不達米亞歐貝德時期陶器製作中的晚期區域性樣式，這類樣式在公元前五千年時流傳於近東地區。蘇薩一期風格很大程度上是受到過去，同時也受到當期伊朗西部山區製作工藝的影響。三種類型的容器（飲用的高腳杯或燒杯、餐具、和一個小罐子）用來進食三種食物，顯然這三種食物對於逝者的現世和後世都是生活必需品。從墓地挖掘出來的陶質器皿，絕大部分都是這種形狀，而且繪有圖案。其他的器物包含有粗糙的烹飪用罐子和碗，上面畫有簡單的帶狀圖，很可能是來自卑微平民、青少年、以及兒童的墳墓。陶器由手工精心製作。這些陶器的製作可能使用過慢速拉胚輪車，但是由不對稱性形狀以及環繞線條和帶狀圖的不規則性，表明大部分都是徒手完成。
在此期間，也有證據顯示冶銅技術存在，就像同一時期在一些伊朗高地如錫亞勒克台形遺址內的金屬加工技術一樣。

### 蘇薩二期和烏魯克的影響
在烏魯克時期，蘇薩受到烏魯克文化領域覆蓋。在當地發現模仿烏魯克國家機構的形式、原型文字、刻有蘇美圖案的滾筒印章、和紀念性建築。根據一些學者的說法，蘇薩當時可能是烏魯克的殖民地。
關於蘇薩和烏魯克當時的歷史分期比較，以及烏魯克在蘇薩的影響程度，存在一些爭議。最近的研究顯示，和蘇薩二期時期對應的是烏魯克的早期時期。

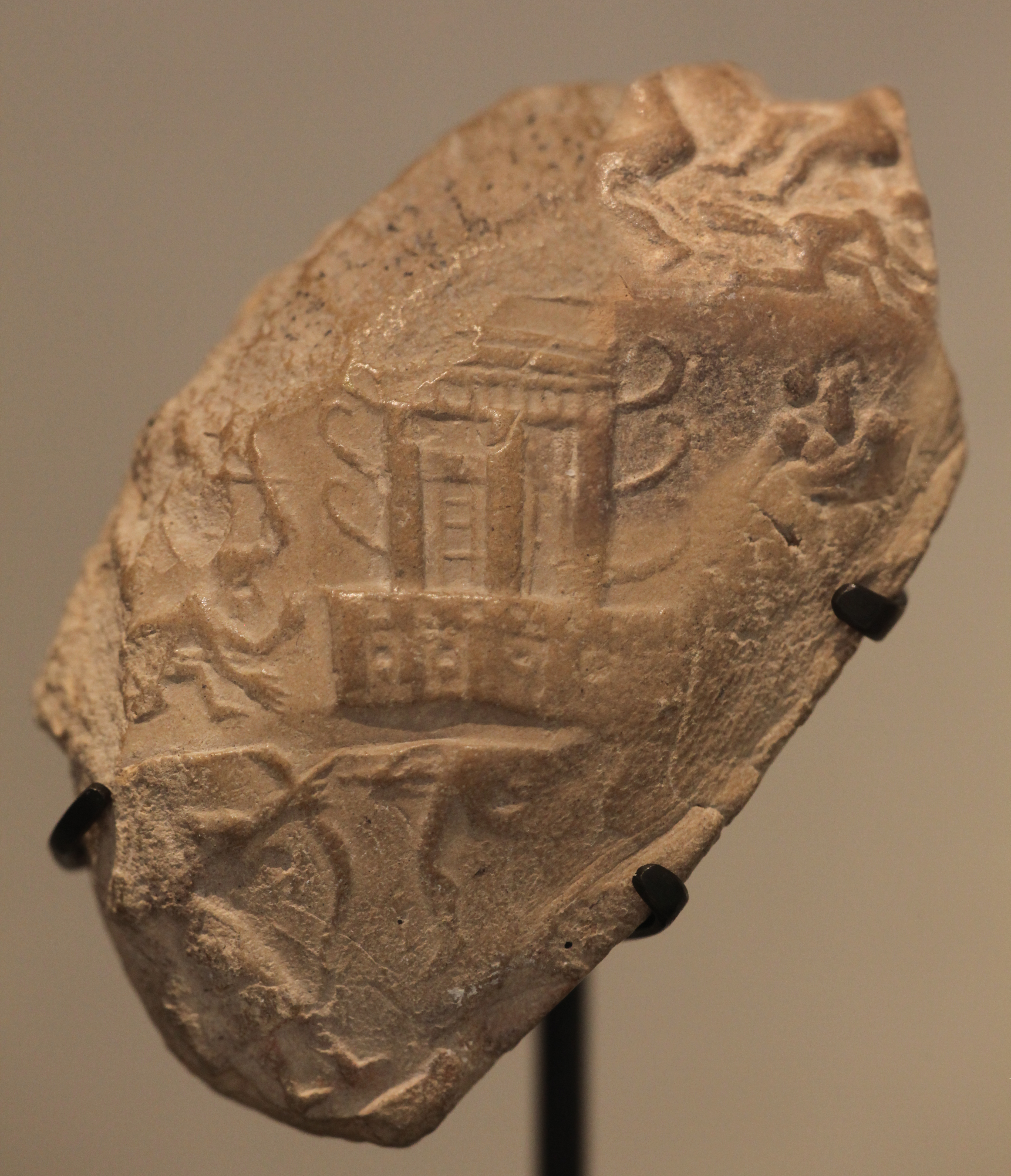
教士兼國王使用弓與敵人戰鬥，中間有座有角的廟宇，為蘇薩二期，或是烏魯克時期（公元前3800年到31000年）的作品，現收藏於羅浮宮博物館。

丹尼爾·帕茲辯稱，早期來自伊朗胡齊斯坦地區對蘇薩高地的影響更為顯著，並在以後一直持續。因此，蘇薩同時受到來自高原地區以及沖積平原的兩種文化的影響。此外，帕茲強調，蘇薩並非全盤接受烏魯克語的書寫和數字系統，而蘇薩為自己的需求只有部分和選擇性的借用。根據帕茲的說法，雖然烏魯克當時比蘇薩大得多，但蘇薩不是其殖民地，仍長期保持一定的獨立性。他還認為在蘇薩的建築，和塔利·馬里揚（Tal-i Malyan）和戈丁台形遺址兩地有關聯，以支持他對原始楔形文字和原始埃蘭書寫符號是平行發展的說法。
一些學者認為蘇薩是大烏魯克文化的一部分。費城賓夕法尼亞大學藝術史學家霍莉·皮特曼（Holly Pittman）說：“他們（蘇薩人）完全投入烏魯克的生活方式。它們之間在文化上並沒區別；蘇薩的物質文化是美索不達米亞平原文化的區域性變體”。芝加哥大學東方學院院長吉爾伯特·斯坦（Gilbert Stein）說：“一般而言，一個文化擴張不會持續200年，現在看來這現象顯然已持續有700年。很難想像任何殖民體系能維持這麼長的時間。烏魯克人文化元素的散佈不見得是烏魯克人統治的證據；或許是當地人願意採用的結果。”

### 蘇薩三期，或稱原始埃蘭（公元前3100年到2700年）
蘇薩三期（公元前3100年至2700年）也被稱為“原始埃蘭”時期。巴涅什時期的陶器在這期間佔主流地位。這也是原始埃蘭泥板首次出現的時間。隨後，蘇薩成為埃蘭文明的核心。
在此期間，蘇美記錄中也出現有關埃蘭(楔形文字𒉏 NIM)但語義不明的記錄。蘇薩在蘇美早期王朝歷史出現。公元前2700年，基什國王恩美巴拉格西說他讓“一個叫埃蘭的地方降伏”。

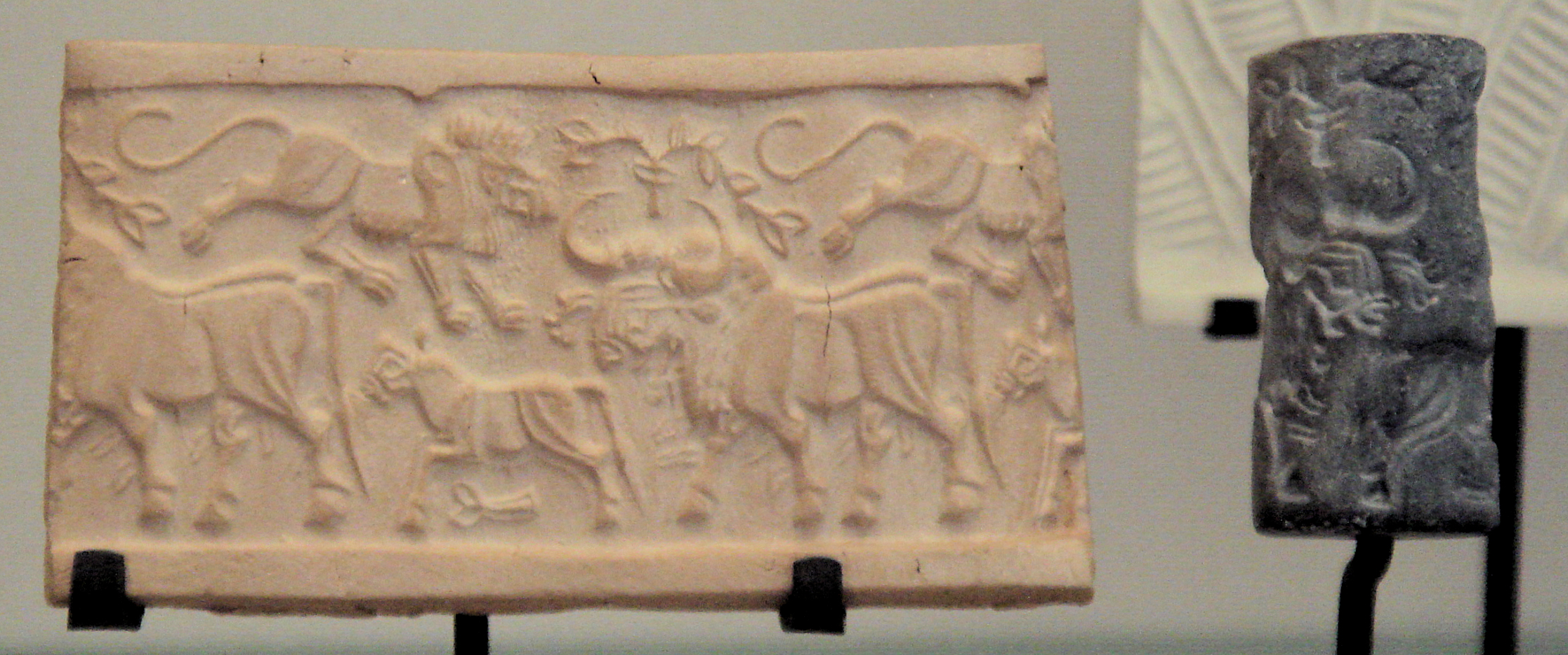
蘇薩三期/原始埃蘭的圓形印章（公元前3150年到2800年），現收藏於羅浮宮博物館。

### 埃蘭時期
在蘇美時期，蘇薩是名為蘇珊娜（Susiana，Süšan）國的首府，該國幾乎佔據了以卡倫河為中心，現代胡齊斯坦省的同一區域。對於蘇珊娜的控制權在埃蘭、蘇美、和阿卡德帝國之間轉移。 蘇珊娜有時被誤認為是埃蘭的代名詞，但是根據學者F. Vallat的說法，蘇珊娜是一個獨特的文化和政治實體。
蘇薩在埃蘭王朝時期，享有有許多從其他城市掠奪而來財富和物資。主要是由於蘇薩位於伊朗東南地區，更靠近巴比倫和美索不達米亞的緣故。
在座落於古代安善的塔爾·埃·馬良（Tall-e Mal-yan）所發現的公元前1,000年的文字中，證明埃蘭語被用作行政語言。在埃蘭時代之前，古代文件中的大部分或全部均使用阿卡德語。蘇珊娜在大約公元前2,330年被薩爾貢大帝併入阿卡德帝國。

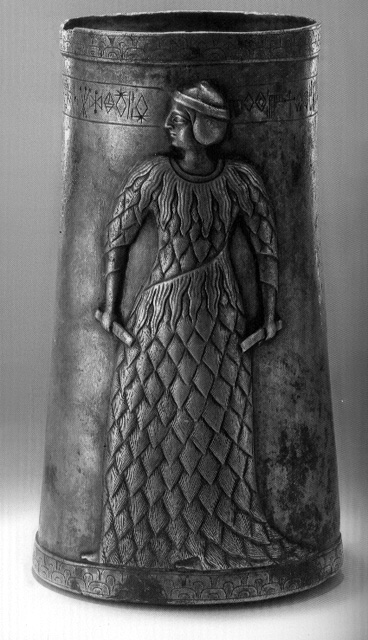
在馬夫達沙特發掘出來庫蒂克·因舒什納克統治時期的銀杯，上有線型埃蘭銘文，現收藏在伊朗國家博物館。

娜娜雅（Nanaya）是這座城市的重要女神，蘇薩當地建有相當大的寺廟奉祭她。

#### 古埃蘭時期（約公元前2700年到1500年）
古埃蘭時期始於公元前2700年左右。歷史記錄提到美索不達米亞的蘇美基什國王恩美巴拉格西征服埃蘭。在此期間有三個王朝。前兩個王朝-阿旺王朝（約公元前2400年到2100年）和西馬斯吉王朝（約公元前2100年到1970年）各有十二位國王，他們的名字可在古巴比倫王朝時期的蘇薩記錄中看到。據說有兩個埃蘭王朝很早就對蘇美地區有過短暫控制，包括控制阿旺王朝和哈馬齊王朝。同樣的，有些更強大的蘇美統治者，例如拉格什的恩納圖姆和阿達卜的盧加爾·安妮·蒙杜，也曾暫時統治過埃蘭。

#### 庫蒂克 因舒什納克
蘇薩一直是阿卡德地區的首府，直到約公元前2100年，當時的總督庫蒂克·因舒什納克發動叛亂，讓蘇薩成為一個獨立的國家和文學中心。此外，根據蘇薩國王名單，他是阿旺王朝的最後一位君王。他把鄰近地區統一，成為埃蘭國王。他鼓勵人們使用線型埃蘭文字，這種文字目前尚未被成功解讀。
隨後，這座城市被新蘇美的烏爾第三王朝征服，直到公元前2004年烏爾第三王朝被欽達圖率領的埃蘭擊敗。這時蘇薩成為蘇卡馬王朝（又稱為Epartid王朝）統治埃蘭的首都。

### 印度與蘇薩的關係（公元前2600年到1700年）
這個時期的蘇薩有許多印度河流域文明的文物被發掘出來，尤其是印章和蝕刻紅玉髓，表明印度和美索不達米亞在這段時期有過聯繫。（請參考印度河流域和美索不達米亞關係）

#### 中埃蘭時期 (約公元前1500年到1100年)

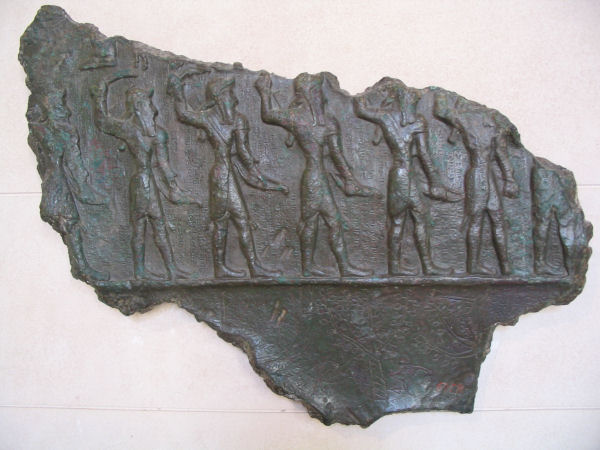
在蘇薩發掘出來的中埃蘭時期戰神們淺浮雕（公元前1600年到1100年）。

公元前1500年左右，中埃蘭時期始於安善王朝的興起。他們的統治以蘇薩的“埃蘭化”為特徵，國王使用“安善和蘇薩之王”的頭銜。以前銘文中經常使用的是阿卡德語，而後來例如在大約公元前1400年的Igehalkid伊格哈爾吉王朝國王，開始使用埃蘭語。因此，蘇珊娜語中的埃蘭語和文化變得越形重要。
這也是在蘇珊娜強行建立埃蘭神殿，取代以往神廟的時期。這項政策在具有政治和宗教意涵的綜合建築群在蘇薩東南30公里（19英里）的恰高·占比爾建立之後，達到高峰。
在約公元前1175年，舒特魯克·納克杭特領導下的埃蘭人掠奪刻有漢摩拉比法典的原始石碑，將之運往蘇薩。考古學家在1901年發現。而巴比倫尼亞帝國的尼布甲尼撒一世在大約50年後反過頭來掠奪蘇薩。

#### 新埃蘭時期 (約公元前1100年到540年)

##### 新亞述人
公元前647年，新亞述帝國國王亞述巴尼拔在一場戰爭中把這座城市夷為平地，蘇薩人民因為與之對抗而付出慘痛的代價。 1854年奧斯丁·亨利·萊亞德根據在尼尼微出土的一幅碑文，揭示亞述巴尼拔是位“復仇者”，他宣稱為美索不達米亞人受到埃蘭人的侮辱長達數百年而做的報復：

“蘇薩，埃蘭人偉大的聖城，神的住所，他們奧秘的所在，我將之征服。我進入他們的宮殿，打開他們收藏著金、銀、商品、和財富的寶庫……我摧毀蘇薩的金字形神塔，把閃亮的銅角破壞，把埃蘭的神廟夷平；把他們的男女神祁偶像粉碎，散落在風中；我刨開他們古今國王的陵墓，讓他們屍骨暴露在陽光下，再把骨頭回亞述的土地，並在蘇薩的土地上撒鹽。” 

亞述人對蘇薩的統治始於公元前647年，一直持續到公元前617年，直到蘇薩被米底王國佔領為止。

### 蘇薩受阿契美尼德王朝征服後

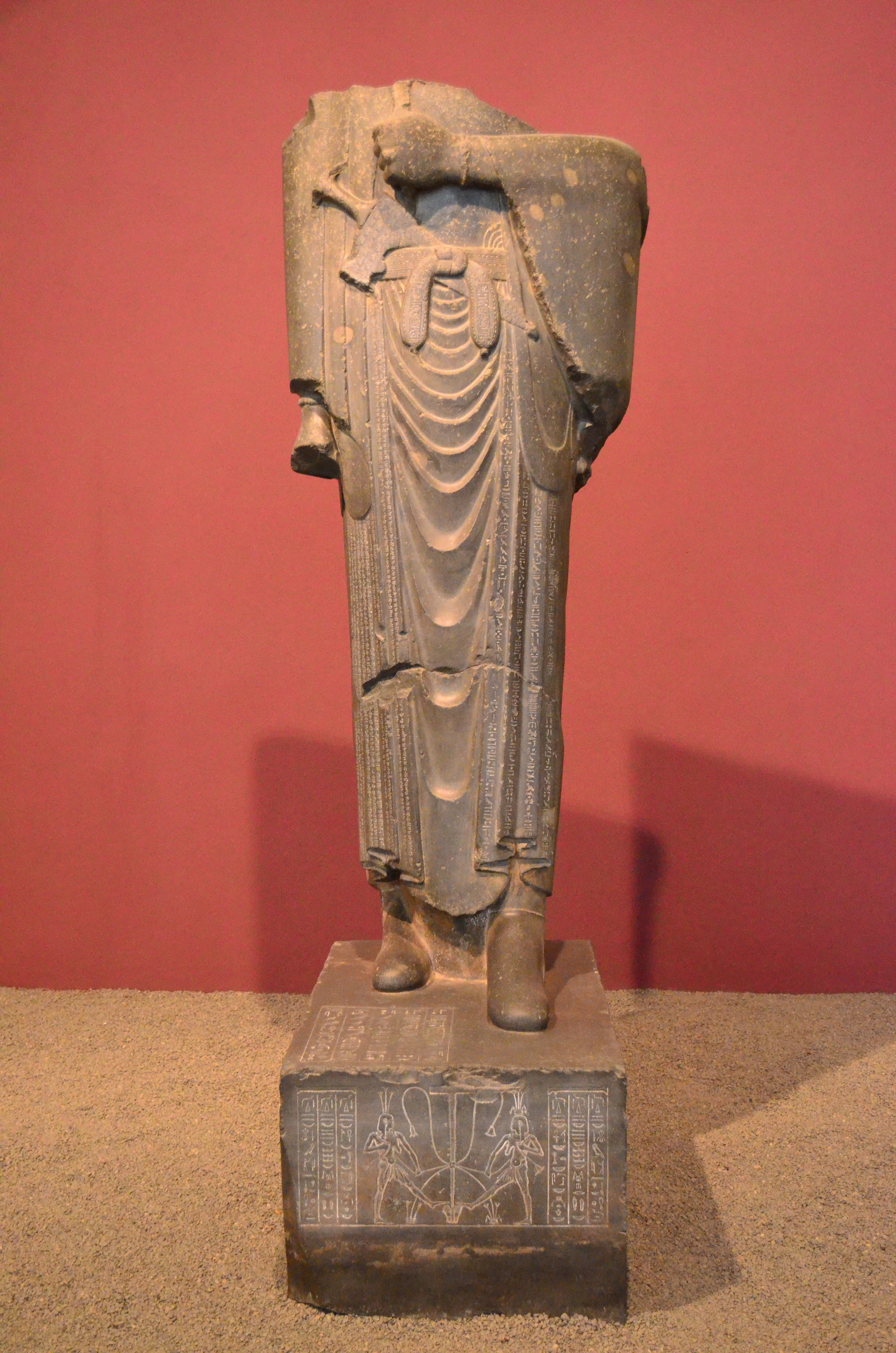
大流士大帝雕像，現收藏在伊朗國家博物館。

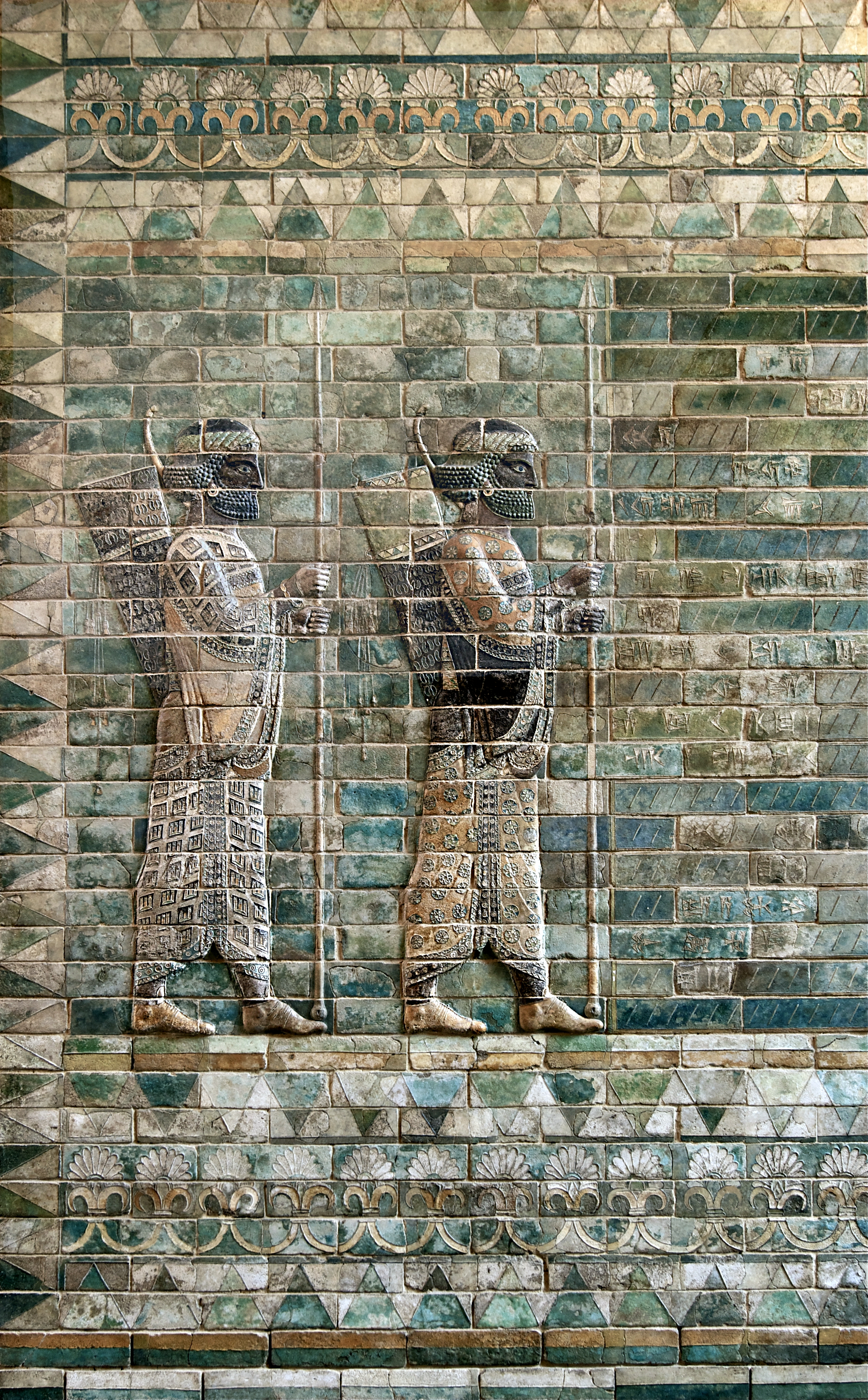
在蘇薩宮殿腰線上的弓箭手像。

居魯士大帝在公元前540年至539年之間征服埃蘭（蘇珊娜）的過程中佔領其首都蘇薩，蘇薩成為波斯阿契美尼德王朝的一部分，當地歷經一場重大的政治和民族文化轉折。那波尼德編年史記載，新巴比倫王國的國王那波尼德在與波斯居魯士大帝戰鬥之前，已下令把巴比倫外圍城市的神像移入首都，表明蘇薩的衝突可能始於公元前540年冬天。
居魯士很可能與巴比倫的軍事將領進行談判，尋求妥協，從而避免武裝衝突。那波尼德當時正住在蘇薩，不久就逃到他多年未曾去過的首都巴比倫。這是蘇薩第一次受到波斯人的控制，居魯士對蘇薩和巴比倫尼亞其他地區的征服，開始對此地產生根本性的轉變。
在居魯士的兒子岡比西斯二世的領導下，蘇薩作為波斯阿契美尼德王朝的四個首都之一，成為政治權力中心，另一首都帕薩爾加德的重要性隨之降低。繼岡比西斯二世的短暫統治後，大流士大帝在蘇薩和波斯波利斯展開一項大型建築計劃，包括在蘇薩建造一座蘇薩宮殿。大流士大帝在蘇薩宮殿奠基泥板銘文（DSf inscription）中對新都的描述：
“我在蘇薩建造這座宮殿，裝飾用物由遙遠的地方運來。向下挖土直到岩層，然後堆上礫土，深約40肘，有些地方只有20肘深，宮殿建在礫土之上。”蘇薩繼續作為阿契美尼德王朝國王大流士大帝、薛西斯一世及其繼任者的冬宮和住所。”
蘇薩成為希臘悲劇波斯人（公元前472年）劇本中的背景，這是古雅典劇作家埃斯庫羅斯的古希臘悲劇，是劇院歷史上現存的最古老的劇本。
據說舊約聖經中提到的以斯帖故事，是在阿契美尼德王朝時期在蘇薩發生。

### 塞琉古帝國時期
亞歷山大大帝在公元前331年入侵波斯後，蘇薩失去它的重要性。公元前324年，亞歷山大部將尼阿庫斯遠征印度後，由印度河乘船返回波斯灣，亞歷山大在此處與他見面。同年，亞歷山大在蘇薩舉行波斯人和馬其頓人聯姻的大型集體婚禮。
在亞歷山大大帝之後大約一個世紀，蘇薩在塞琉古帝國統治下重新回復其重要地位，但塞琉古帝國的首都是塞琉西亞，蘇薩只是蘇珊娜總督管轄地區的首府。雖然如此，蘇薩仍擁有龐大的貿易往來，透過查拉克斯·斯帕西努港口的運作，蘇薩仍保有其經濟重要性。
塞琉古一世在蘇薩大量鑄造錢幣。

### 安息帝國時期
公元前147年左右，蘇薩和鄰近的伊利麥思王朝從塞琉古帝國脫離。這座城市至少由伊利麥思王朝統治者暫時統治過，他們的君王卡那思凱二世在蘇薩鑄造錢幣。這座城市可能再次短暫地回復到塞琉古帝國的統治，但是從弗拉特斯二世（約公元前138年到127年）到古达尔兹二世（約公元40年到51年）開始，幾乎所有安息帝國的統治者都在這兒鑄造錢幣。至少在此期間，這個城市是牢牢掌握在安息帝國人手中。然而，蘇薩保有相當大的獨立性，而且在安息帝國時代仍保留住它希臘式的城邦組織。從公元一世紀下半葉開始，它可能部分再次由伊利麥思王朝君王統治，但它在公元215年又落入安息帝國之手。
蘇薩是安息帝國君王的避難所，後來也成為薩珊王朝國王的避難所。羅馬帝國在公元116年至297年之間有五次洗劫泰西封。蘇薩在公元116年被羅馬皇帝圖拉真在遠征安息帝國戰役時期短暫佔領過。後來羅馬帝國再也未向東發展。

### 薩珊王朝時期
蘇薩在公元224年被薩珊王朝的阿爾達希爾一世征服並且摧毀，但此後又立即重建，甚至可能是暫時的王室住所。據說沙普爾一世在這座城市度過他的暮年，但這種傳聞尚難確定，更有可能的或是發生在沙普爾二世身上。
在薩珊王朝的統治下，由於另一座城市貢迪沙布爾被建立，蘇薩的重要性慢慢消失。從考古學上來說，蘇薩在薩珊王朝時期的規模不如在安息帝國時期，但仍有大量建築物，人類居住地面積超過400公頃。蘇薩在經濟上也仍很重要，也是一個貿易中心，尤其是在黃金交易方面。鑄造錢幣仍在當地進行。當地有一個基督教社區，有聶斯脫里派教會主教，有證據顯示最後一任的主教在公元1265存在此地。在考古學發掘方面，有基督教聖徒形象的灰泥板被發現。
基督教在公元312年成為羅馬帝國的國教後，在沙普爾二世統治期間，他發現蘇薩當地的基督徒和與薩珊王朝為敵的基督徒可能會共謀，因此他從339年開始對基督徒加以迫害。沙普爾二世在對羅馬帝國的戰爭時，也對國內的基督徒徵收雙重稅。居住在蘇薩的基督徒發動叛亂後，沙普爾二世在339年動用300頭大象把蘇薩摧毀。沙普爾二世後來重建這座城市，並安置戰俘和織工，據信重建蘇薩是他於359年在阿米達擊敗羅馬人之後所為。沙普爾二世的織工織出的錦緞被重新命名為Eran-Khwarrah-Shapur（“由沙普爾所創的伊朗榮耀”）。 

### 伊斯蘭時期
在伊斯蘭征服伊朗時期，阿拉伯軍隊在阿布·穆薩·阿什哈里的指揮下入侵胡齊斯坦。首先佔領大部分較小的要塞城鎮，之後於642年攻占舒什塔爾，再繼續圍困蘇薩。蘇薩在軍事上有重要地位，這兒還保存著猶太先知但以理的墳墓。
根據穆斯林的資料，有兩個關於這座城市陷落的故事。
首先，一位波斯教士從城牆上宣布，註定是有一位dajjal會佔領這座城市（dajjal是伊斯蘭稱呼麥西哈·旦扎里(偽救世主)的用法，是一個假的彌賽亞，與基督教中的偽基督意涵相似。在日常使用中，它也表示“欺騙者”或“冒名頂替者”）。一位名為西亞（Siyah）的波斯將軍叛逃，投奔到穆斯林一方，他宣布放棄祆教而皈依伊斯蘭教，成為一位dajjal。阿布·穆薩·阿什哈里同意西亞設計的計劃，在一天早晨太陽升起後不久，蘇薩城牆上的哨兵看見一名穿著波斯軍服的男人躺在城門前的地上，全身沾滿鮮血。他們以為這個人是前一天的戰鬥之後，被遺留在城外的，於是打開城門出來接他。當他們接近時，西亞跳起來把這些人殺死。在其他哨兵尚未有時間做出反應之前，西亞和一小批藏在附近的穆斯林士兵，穿過開敞的大門，然後讓穆斯林後續增援部隊穿過城門進入城市。
另一個故事則是穆斯林受到站在城牆上的波斯軍隊嘲笑，說只有一位麥西哈·旦扎里可佔領這座城市，但圍困的軍隊中沒有這種人，阿拉伯人最好放棄，打道回去。一位穆斯林指揮官感到生氣和沮喪，以至於他往其中一座城門踢了一腳。而城門的鐵鍊和鎖同時應聲而斷裂，城門洞開，阿拉伯人趁機長驅而入。
穆斯林進城後，把所有波斯貴族處死。
因為《古蘭經》中沒提到但以理，也沒把但以理視為猶太教的先知，因此佔領軍的最初反應是把阿契美尼德王朝時代以來一直保存在墳墓中的財寶沒收，以便摧毀邪教，接著打開銀棺，移走其中的木乃伊遺體，並從遺體上取下一個圖章戒指，圖章上有一人處在兩頭獅子之間的圖像。但哈里發歐麥爾·本·赫塔卜一聽到這件事，便下令將戒指歸還，遺體重新葬在河床之下。但以理成為一個穆斯林崇拜的人物，雖然有其他地方聲稱擁有但以理的墳墓，但穆斯林以及基督徒開始來蘇薩朝聖。
蘇薩被佔領之後，穆斯林接著圍攻貢迪沙布爾。
蘇薩在被攻陷後得以恢復，仍維持一個面積超過400公頃區域中心的地位。伊斯蘭佔領者在蘇薩建造一座清真寺，但聶斯脫里派教會主教仍在當地證道。此外，另有一個猶太社區和猶太教堂。在此期間，該市仍然維持豪華布料製造中心的地位。在考古學上，伊斯蘭時期主要以其豐富的陶瓷器皿為特徵。在公元第一世紀期間，蘇薩有相當數量的基督教徒，在5世紀至13世紀之間是聶斯脫里派教會Beth Huzaye東敘利亞教區省的教區。
蒙古人在公元1218年入侵，這座城市被夷為平地之後，無力把先前的重要性恢復。15世紀，當大多數人口移居迪茲富勒之後，這座城市更進一步退化。

### 今日
今日蘇薩古城的中心地帶無人居住，居民住在毗鄰的伊朗小鎮蘇西，蘇西位於歷史遺蹟的西邊和北邊。蘇西是伊朗胡齊斯坦省蘇西縣的首府。在2005年，當地人口有64,960人。

## 世界遺產
2015年7月，蘇薩被聯合國教育、科學及文化組織列入世界遺產。

## 外部連結
- ARAB II. Arab Conquest of Iran（页面存档备份，存于）
- "Early Works on the Acropolis at Susa" Expedition Magazine 10.4 1968 （页面存档备份，存于）
- Livius.org Pictures of Susa（页面存档备份，存于）
- Aerial views of Susa at the Oriental Institute （页面存档备份，存于）
- Digital Images of Cuneiform Tablets from Susa – CDLI
- Hamid-Reza Hosseini, Shush at the foot of Louvre（页面存档备份，存于） (Shush dar dāman-e Louvre), in Persian, Jadid Online, 10 March 2009.
- Audio slideshow（页面存档备份，存于） at Jadidonline.com (6 min 31 sec)
- . . 1914 （英语）. 已忽略未知参数|HIDE_PARAMETER4= (帮助); 已忽略未知参数|HIDE_PARAMETER5= (帮助); 已忽略未知参数|HIDE_PARAMETER7= (帮助); 已忽略未知参数|HIDE_PARAMETER6= (帮助)
- Susa I. Excavations（页面存档备份，存于）
- Susa II. History During The Elamite Period （页面存档备份，存于）
- Susa III. The Achaemenid Period（页面存档备份，存于）
- Susa IV. The Hellenistic and Parthian Periods（页面存档备份，存于）
- Susa V. The Sasanian Period（页面存档备份，存于）